# Bongouanou
Bongouanou és un dels 58 departaments i una ciutat de Costa d'Ivori. És la capital de la regió de Moronou.